# Jürgen Pommerenke
Jürgen Pommerenke (Wegeleben, República Democrática Alemana, 22 de enero de 1953) es un ex-futbolista alemán, se desempeñaba como centrocampista.
- Datos: Q626833
- Multimedia: Jürgen Pommerenke / Q626833